# Società di Ginnastica e Scherma Fortitudo Roma
La Società di Ginnastica e Scherma Fortitudo fou un club de futbol de la ciutat de Roma (Itàlia).

## Història
El club va ser fundat el 8 de desembre de 1908. Els colors del club eren el vermell i el blau, i lluïa el símbol de la lloba capitolina a la seva samarreta. Els seus seguidors eren principalment del barri de Rione Borgo, on el club tenia la seu. Fou fundat per frares de Nostra Signora della Misericordia i la major part dels seus dirigents eren religiosos, on destacà la figura de Fra' Porfirio Ciprari.
Es classificà per la final de l'scudetto el 1922 però fou derrotat per la Pro Vercelli a la final (0-3 a l'anada i 2-5 a la tornada). El 1926 va absorbir la Pro Roma, adoptant el nom de Società Fascista Fortitudo Pro Roma. L'any 1927 es fusionà amb l'Alba i el Roman naixent l'AS Roma.
El jugador més important de la història del club fou Attilio Ferraris IV.

## Cronologia
- 1908 - Neix la Società Ginnastica Sportiva Fortitudo.
- 1910 - 4t al Campionat Romà.
- 1911 - No inscrit al Campionat Romà.
- 1911-12 - 6è al Campionat Romà de tercera categoria.[3]
- 1912-13 - Campionat del Laci de promoció: ascendit a primera categoria.
- 1913-14 - 4t al grup del Laci de primera categoria.
- 1914-15 - 4t al grup del Laci de primera categoria.
- 1919-20 - Finalista de la Lliga Sud (a Bolonya, 13 de juny de 1920, Livorno - Fortitudo 3-2).
- 1920-21 - 2n a la semifinal de la Lliga Sud.
- 1921-22 - Campió de la Lliga Sud, derrotat a la final nacional (a Roma, 11 de juny de 1922, Fortitudo - Pro Vercelli 0-3; a Vercelli, 18 de juny de 1922, Pro Vercelli - Fortitudo 5-2).
- 1922-23 - 3r al grup del Laci de Primera Divisió.
- 1923-24 - 3r al grup del Laci de Primera Divisió.
- 1924-25 - 3r al grup del Laci de Primera Divisió.
- 1925-26 - 2n al grup semifinal de la Lliga Sud.
- 1926 - Fusió amb la Pro Roma.
- 1926-27 - Fortitudo Pro Roma 10è al grup B de la Divisió Nacional.
- 1927 - Fusió amb Alba Audace i Roman, naixent l'AS Roma.

| Temp | J   | G  | E  | P  | GF  | GC  | DG   | Pt  |
| ---- | --- | -- | -- | -- | --- | --- | ---- | --- |
| 10   | 140 | 79 | 15 | 46 | 321 | 217 | +104 | 173 |

Temp = Temporades; J= Partits jugats; G = Partits guanyats; E = Partits empatats; P = Partits perduts; GF = Gols a favor; GC = Gols en contra; DG = Diferència de gols; Pt = Punts

## Palmarès
- Campionat de la Lliga Sud: 
  - 1922